# DaQuan Jeffries
DaQuan Marquel Jeffries (ur. 30 sierpnia 1997 w Edmond) – amerykański koszykarz, występujący na pozycjach rzucającego obrońcy lub niskiego skrzydłowego, od 2022 zawodnik New York Knicks.
W 2019 reprezentował Orlando Magic, podczas letniej ligi NBA.
3 kwietnia 2021 został zwolniony przez Sacramento Kings. Dwa dni później został zawodnikiem Houston Rockets. 13 maja opuścił klub. 15 maja zawarł umowę z San Antonio Spurs. 7 października 2021 dołączył do Atlanty Hawks. 15 października 2021 opuścił klub. 1 stycznia 2022 podpisał 10-dniową umowę z Memphis Grizzlies. 11 stycznia 2022 powrócił do składu College Park Skyhawks. 29 listopada 2022 zawarł kontrakt z New York Knicks na występy zarówno w NBA, jak i zespole G-League – Westchester Knicks..

## Osiągnięcia
Stan na 25 września 2023, na podstawie, o ile nie zaznaczono inaczej.
NJCAA
- Zaliczony do I składu:
  - All-Western Junior College Athletic Conference (2017)
  - All-Region V (2017)

NCAA
- Uczestnik turnieju NCAA (2017)
- Zaliczony do:
  - I składu Portsmouth Invitational Tournament (2019)
  - III składu AAC (2019)
- Zawodnik tygodnia AAC (10.12.2018)
- Zwycięzca konkursu wsadów NCAA (2019)[13]